# Tomáš Borec
Tomáš Borec (* 17. ledna 1967 Bratislava) je slovenský advokát. Od roku 2010 je předsedou Slovenské advokátní komory. V letech 2012–2016 byl slovenským ministrem spravedlnosti.

## Život
V roce 1989 vystudoval Právnickou fakultu Univerzity Komenského v Bratislavě, v roce 1990 získal tamtéž titul JUDr. V letech 1990–1993 byl advokátním koncipientem, od roku 1993 působí jako advokát. Je také rozhodcem, od roku 2001 u Rozhodcovského súdu Slovenskej obchodnej a priemyselnej komory a od roku 2005 rozhodcem ve věcech doménových sporů u Rozhodčího soudu při Hospodářské komoře České republiky a Agrární komoře České republiky.
V letech 2012–2016 byl jako nestraník ministrem spravedlnosti SR v druhé vládě Roberta Fica.
Borec žije v maďarské obci Feketeerdő.